# 염근리
염근리(廉謹吏) 또는 염리(廉吏)는 고려, 조선시대의 모범 관료에게 수여되는 명칭으로, 조정에서 청렴결백한 관리로 녹선(錄選)되는 것이며, 동료들의 평가, 사간원, 사헌부, 홍문관과 의정부의 검증 절차 후에 녹선되며 청백리(淸白吏)에 버금가는 등급이었다. 마음이 청렴하고 강직하며 욕심없고, 매사 부지런하며 조심성이 많은 관리라는 뜻이다. 염직리(廉直吏), 염직리(廉職吏) 등으로도 부른다. 중종 때 이후로는 붕당간의 다툼, 대립에 의해서 염근리로 녹선되기는 하였지만 삭제되거나 깎이는 일도 다수 발생하였다.
이름과 달리 실무직책인 이속들보다는 주로 낭관급 이상, 대부급 이상인 관들이 선임되었다. 고려와 조선시대의 모범 관료에게 수여되는 명칭으로, 고려시대에는 염리(廉吏)라고 불렀다. 염근리로 선발되면 조정의 포상을 받았는데, 청백리에 준한다. 대전회통이나 속대전통에 따로 규정이 있지는 않았지만, 염근리로 추천되면 임금에게 최종 보고 되었다. 
청백리에 녹선되면 후손들이 관직에 오르기도 했다. 그러나 염근리는 신규 임용은 아니지만 후손들 중 현직 관직자들에게는 승진이나 요직 발탁 등 일부 청백리에 준하는 혜택이 부여되었다. 
삼사의 청요직을 거친 인물들에게만 부여되는 것은 아니며, 무신들에게도 주어졌다. 살아있는 인물들에게 수여되었다. 생존자에게도 수여되었지만 보통 생존자보다는 사망자나 선대의 인물에게 수여된 청백리 칭호에 비교하여 생전에 선발된 인물들이 있다.  그밖에 염근리, 염리로 선발되었다가 뒤에 청백리로 훈격이 올라가는 케이스도 있었다. 염근리, 염리로 선발되었다가 살인이나 반역, 혹은 가족, 친인척 중에 연루되지 않거나, 본인과 가족이 가족, 친인척 중에 연루되지 않고 학문적, 정치적, 특별한 과오가 없다면 사후 청백리로 등급상향이 되기도 했다.
염근리에 선발된 인원이 정확히 얼마나 되는지는 전해지지 않으며, 정치적 이해관계에 의해 삭제, 제거되는 인물이 있었다. 염근리로 선정된 인물로는 조선 중기의 문신 강삼, 정간공 임호신 등이 있다.

## 기타
실제 청렴성과 능력, 검소함을 갖추거나 재산이 없고, 축재를 하지 않았어도 녹선되지 못하는 사례들도 많았다. 조선 선조 때 이후로는 녹선대상자가 희귀해졌다.
부당한 뇌물 수수나 선물이 아니더라도 농토와 재산, 노비, 소와 돼지, 말 등 자산이 많으면 녹선되더라고 문제제기나 이견이 나타났다.

## 같이 보기
- 청백리
- 훈장
- 표창장

## 참고 문헌
- 《청선고(淸選考)》
- 《조선왕조실록》
- 《대동야승》
- 《국조인물고》
- 《대동장고(大東掌攷)》
- 《전고대방(典故大方)》